# Papilio nobilis
Papilio nobilis là một loài bướm thuộc họ Papilionidae. Nó được tìm thấy ở Africa.
Ấu trùng ăn Warburgia ugandensis.

## Phụ loài
- Papilio nobilis nobilis (highlands of Kenya, Lake Victoria, eastern Uganda, tây bắc Tanzania)
- Papilio nobilis didingensis Carpenter, 1928 (southern Sudan)
- Papilio nobilis crippsianus Stoneham, 1936 (Congo Republic, western Uganda, western Kenya, tây bắc Tanzania)
- Papilio nobilis mpanda Kielland, 1990 (western Tanzania)